# 교황 우르바노 8세
교황 우르바노 8세(라틴어: Urbanus PP. VIII, 이탈리아어: Papa Urbano VIII)는 제235대 교황(재위: 1623년 8월 6일 - 1644년 7월 29일)이다. 본명은 마페오 바르베리니(이탈리아어: Maffeo Barberini)이다. 그는 군사력과 정치적 이해를 통해 교황령의 영토를 넓혔으며, 예술 분야와 교회의 선교에 많은 관심을 가지고 지원했다.
하지만 그의 재위기간 동안 교황청의 부채가 크게 증가해 후임 교황들에게 막대한 부담을 안겨다 주었으며, 장기적으로 교황이 유럽에서 가졌던 정치적·군사적 영향력을 크게 약화시키는 결과를 가져왔다. 또한 그는 갈릴레오 갈릴레이의 태양중심설에 관한 논쟁에도 관여했다.

## 약력

### 생애 초기

1598년경 카라바조가 그린 30세 때의 마페오 바르베리니.

마페오 바르베리니는 1568년 4월 피렌체의 귀족 안토니오 바르베리니와 카밀라 바르바도로의 아들로 태어났다. 그의 아버지는 그가 세 살 때 사망했으며, 그의 어머니는 그를 데리고 로마로 와서 교황청 서기장인 숙부 프란체스코 바르베리니에게 양육을 맡겼다. 16세가 되던 해에 숙부의 상속인이 된 그는 예수회의 지도를 받고 1589년 피사 대학교에서 법학 박사 학위를 받았다.
1601년 바르베리니는 숙부를 통해 교황 클레멘스 8세에게 등용되어 프랑스 국왕 앙리 4세의 궁정에 교황 특사로 파견되었다. 1604년 클레멘스 8세는 그를 나자렛의 대주교 및 칸과 몬테베르데의 주교에 임명하고 그의 거처를 바를레타에 마련했다. 당시 나자렛은 오스만 제국의 지배 아래 있었기 때문에 실제로는 명예직에 불과했다. 숙부가 사망한 후 재산을 상속받은 그는 로마에 있는 저택을 하나 구입해서 그곳을 화려한 르네상스풍으로 꾸몄다.
교황 바오로 5세 역시 전임자와 마찬가지로 바르베리니를 프랑스 궁정에 교황 특사로 파견했으며, 1606년에 그를 산 피에트로 인 몬토리오 성당의 사제급 추기경에 서임함과 더불어 1608년에는 스폴레토의 교구장, 1617년에는 볼로냐에 보낼 교황 특사에 임명했다.

## 재위 기간

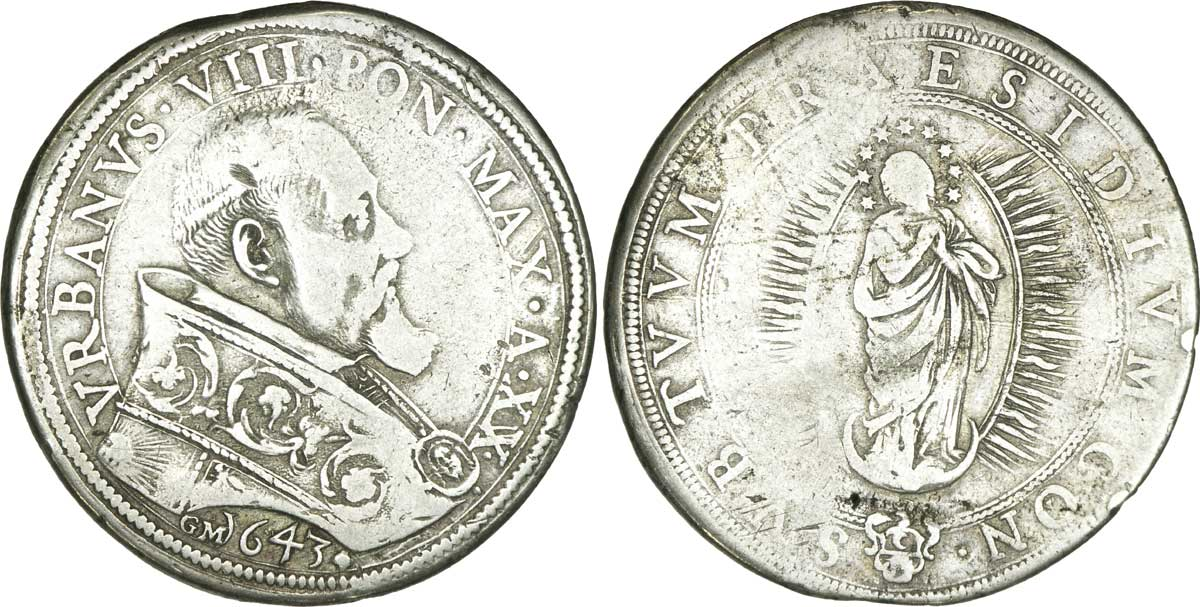
1643년 제작된 우르바노 8세 기념 주화

1623년 8월 6일 교황 그레고리오 15세의 후임자를 뽑기 위해 소집된 콘클라베에서 그 해 8월 5일에 바르베리니가 추기경 55명 중 50표를 얻어 선출되어 우르바노 8세가 되었다.
우르바노 8세의 선출에 대해 당시 베네치아 대사 제노는 다음과 같이 그를 묘사했다.
새 교황의 나이는 56세이다. 교황은 키가 크고 피부는 구릿빛이며 얼굴은 단정하고 머리카락은 회색이 섞인 검은색이다. 그는 고상하고 우미한 차림새를 하고 있으며, 품위 있고 귀족적인 태도에 고상한 취미를 갖고 있다. 그는 시와 문인들의 글을 자주 인용하는 등 연술과 토론에 있어서 뛰어나다.

우르바노 8세의 재위기간은 30년 전쟁(1618-1648) 중 21년 동안이었으며, 당시 기준으로 보아도 다사다난한 일을 겪은 사람이었다. 그는 포르투갈의 엘리사벳과 안드레아 코르시니, 피아첸차의 콘라도를 시성했다.
과학자이자 천문학자인 갈릴레오 갈릴레이와 절친한 사이였던 우르바노 8세는 처음에는 그를 격려했다. 하지만 나중에 1633년에 그를 로마로 소환해 그의 주장을 철회하도록 했다.
우르바노 8세는 자신의 세력 확대를 도모하기 위해 대대적으로 족벌주의 정책을 펼쳤다. 동시대 사람들이 바르베리니 왕조가 세워진 것 같다고 비유할 정도로 바르베리니 가문은 교황을 통해 크게 부유해졌다. 그는 동생 안토니오 마르첼로 바르베리니와 조카 프란체스코 바르베리니와 안토니오 바르베리니를 모두 추기경에 서임했다. 또한 그는 또 다른 조카인 타데오 바르베리니에게는 팔레스트리나 공작 및 교회의 곤팔로니에레, 로마의 지사, 산탄젤로 성의 성주에 임명했다. 역사학자 레오폴드 폰 랑케는 우르바노 8세의 통치기간 동안 그의 직계 가족들이 개인 재산을 1억 5백만 스쿠디만큼 모았다고 추정했다. 실제 경희대학교에서 역사학을 전공한 오세영 작가가 쓴 《베니스의 개성상인》에서는 우르바노 8세의 족벌주의를 배경으로, 우르바노 8세가 바르베리니 추기경일 때, 바르베리니 가문의 사람들을 바티칸에 가득 채운 족벌이 교황청 사무처의 노동자들에게 불만을 살 뿐더러, 강직한 성격인 팜필리 신부가 사무처 우두머리로서 견제하는 이야기와 소설의 배경 정하기를 1권 〈물의 도시〉에서 쓰고 있다.
글쓰기와 라틴어 실력이 뛰어났던 우르바노 8세는 라틴어로써 가사를 쓴 성가나 성경을 많이 번역했다.
1638년 우르바노 8세는 교황 칙서 《우리에게 맡겨진》(Commissum Nobis)을 반포해 남아메리카의 예수회 정착촌에 거주하는 원주민들을 노예로 삼는, 원주민들의 인권을 침해를 함을 금지함으로써 남아메리카에서 예수회가 선교를 계속 할 수 있도록 보호했다. 동시에 그는 중국과 일본에서의 선교를 예수회에게만 허용한 교황 그레고리오 13세의 선교 독점 정책을 폐지하고, 다른 수도회 및 선교회에게도 개방했다.
우르바노 8세는 1624년 거룩한 장소에서 담배를 피울 경우 파문에 처한다는 교황 칙서를 반포했다. 그로부터 100년이 지나서 교황 베네딕토 13세가 이를 폐지했다.

### 정치
우르바노 8세의 군사적 개입은 이탈리아에서 교황령의 독립을 지키기 위한 힘의 균형을 유지하기 보다는 유럽에서 가톨릭 교세를 회복하는 것을 목표로 하였다. 1626년에 우르비노 공작령이 교황령에 포함됐으며, 1627년에는 만토바를 다스리는 곤차가 가문의 직계 혈통이 단절되자 만토바에 대한 상속권을 주장한 가톨릭 신앙을 따르는 합스부르크 왕가의 주장에 반대하고 개신교 신자인 느베르 공작 카를로가 상속권자가 되는 것을 찬성하여 논란을 빚었다. 또한 1641년에 그는 파르마와 피아첸차의 공작 오도아르도 파르네세를 파문하고 카스트로 전쟁을 개시했다. 카스트로는 파괴되었고 오도아르도의 공작령은 교황령에 편입되었다.

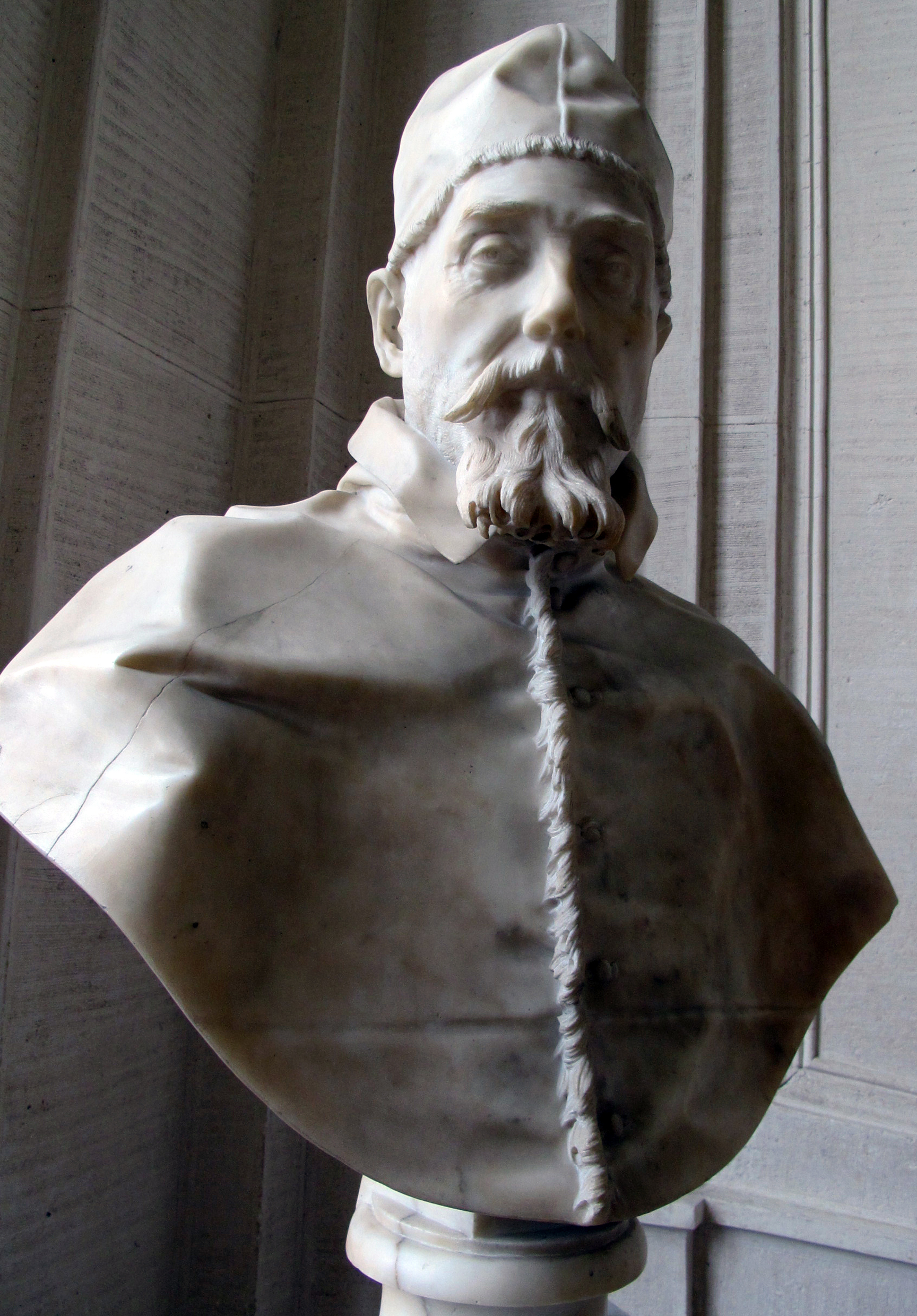
잔 갈레아초 베르니니가 제작한 우르바노 8세의 흉상

우르바노 8세는 교황의 영토를 넓힌 마지막 교황이다. 그는 만토바와의 국경선에 있는 카스텔프란코 에밀리아에 요새를 설치했으며, 빈첸조 마추란니에게 로마에 있는 산탄젤로 성의 방어력을 강화하도록 지시했다. 또한 우르바노 8세는 바티칸에 무기고를 설치하고 티볼리에 무기 공작을 세웠으며 치비타베키아 항구를 강화했다.
그는 판테온의 천장과 동판에서 청동을 벗겨내 성 베드로 대성전의 발다키노를 제작하는데 사용했다. 이 일로 “야만인들(바르바리안)도 하지 못했던 일을 바르베리니 가문이 해냈다”(quod non fecerunt barbari, fecerunt Barberini)며 풍자하는 말이 생겼다.

### 예술 후원
우르바노 8세와 그의 가문은 예술을 전격적으로 후원했다. 그는 아타나시우스 키르허 같은 박식한 사람들을 로마에 데려오는 한편 우르바노 8세의 재위기간 동안 조각가이자 건축한 베르니니에게 여러 작품 활동에 자금을 지원하는 특혜를 주었다. 우르바노 8세는 베르니니가 로마에 있는 바르베리니 가문 소유의 저택인 바르베리니 궁전에서 일하도록 했으며, 자신의 얼굴을 새긴 흉상들 뿐만 아니라 포교성성 청사, 바르베리니 광장의 트리톤 분수, 성 베드로 대성전의 발다키노 및 성 베드로의 의자 등 로마의 주요 건축물 및 장식들을 의뢰했다. 교황의 동생들인 카를로와 안토니오 등 바르베리니 가문의 다른 구성원들 역시 베르니니에게 자신의 모습을 본딴 흉상을 의뢰했다. 우르바노 8세는 또한 산타 비비아나 성당과 팔라티노 언덕의 산 세바스티아노 알 팔라티노 성당의 재건축을 지시했다.
우르바노 8세는 니콜라 푸생과 클로드 로랭 등의 화가들도 후원했다. 이러한 그의 통치를 기념하는 가장 기념비적이라고 할 만한 작품 중의 하나는 피에트로 다 코르토나가 바르베리니 궁전의 대형 객실천장에 그린 ‘하느님의 섭리와 바르베리니 가문의 권세에 대한 우의(Trionfo della Divina Provvidenza)’이다.

### 말년

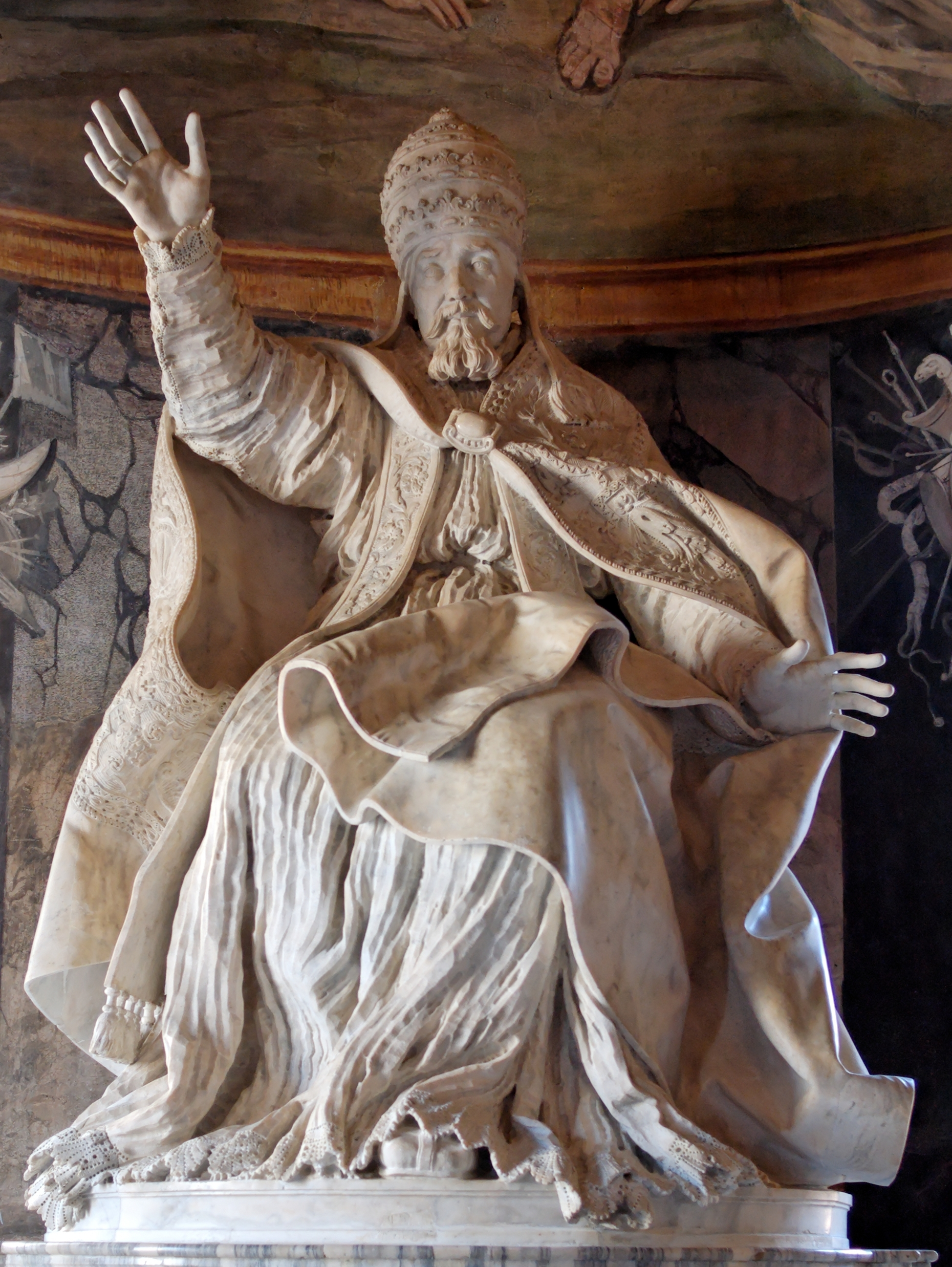
잔 갈레아초 베르니니와 그의 제자들이 제작한 우르바노 8세의 전신상

이러한 군사적·예술적 활동의 결과, 교황청의 부채가 엄청나게 늘어났다. 우르바노 8세가 물려받은 1,600만 스쿠디의 빚은 1635년에 이르러서 2,800만 스쿠디로 늘어났다.
동시대 존 바그레이브에 의하면, 우르바노 8세의 행동에 크게 충격받은 스페인파 추기경들이 1636년에 그를 결박해 구금하거나 살해한 다음 라우디비오 자키아 추기경을 새 교황으로 대체하기로 공모했다고 한다. 우르바노 8세가 카스텔간달포로 휴양하러 떠나자 스페인파 추기경들은 비밀리에 만나서 자신들의 계획을 실행할 구체적인 방법을 논의했다. 하지만 그들의 공모는 발각되었고 교황은 급히 로마로 돌아와서 추기경회의를 소집했다. 그리고 누구를 새 교황으로 추대하려고 했는지 이실직고하라고 요구했다. 이러한 음모가 생기는 것을 막기 위해 교황은 교구장직을 갖고 있는 추기경들은 모두 로마를 떠나 자신의 교구로 돌아가 정주하라고 지시했다.
스페인파 추기경들의 계획이 실패로 끝나고 1640년에 이르면서 교황청의 빚은 이자 상환에 있어서 교황청의 연간 소득의 80% 이상이나 되는 3,500만 스쿠디까지 늘어났다.

### 죽음과 영향
우르바노 8세는 1644년 7월 29일에 선종했는데, 카스트로 전쟁의 결과에 대한 원통함으로 그의 죽음이 앞당겨졌다고 전해진다. 왜냐하면 이 전쟁을 위한 군자금을 대기 위해 로마 시에서 엄청난 비용이 들었기 때문이다. 그리고 이 문제로 그의 인기는 급격하게 떨어졌다.
우르바노 8세가 선종했다는 소식이 전해지자 캄피돌리오 언덕 위 콘세르바토리 궁전 옆에 있던 교황의 흉상은 성난 군중들에 의해 금세 파괴되었고, 예수회 본원에 있던 교황의 전신상은 사태의 심각성을 미리 눈치챈 한 사제가 서둘러 숨겨 보존하였다.
우르바노 8세의 선종 이후 치러진 1644년 콘클라베에서는 국적을 불문하고 추기경들 사이에서 바르베리니 가문의 일부 인사와 관련 있는 줄리오 체사레 사케티 추기경을 교황으로 선출하지 말자는 합의가 이루어졌다. 그 대신 조반니 바티스타 팜필리 추기경이 우르바노 8세의 뒤를 잇는 교황으로 선출되었는데, 그가 바로 교황 인노첸시오 10세이다.

### 소설에서의 묘사
- 오세영 작가가 쓴 《베니스의 개성상인》(장원→위즈덤하우스→문예출판사)에서는 제 식구들을 교황청에 가득 심은 패거리 정치로 악명을 떨친 역사를 배경으로 정하여, 교황청 사무처 노동자들에게 불만을 사는 이야기가 나온다. 당연히 강직한 성격인 팜필리 신부가 나서서-몬시뇰 이라고 불리는 로마 가톨릭의 성직자임- 견제한다.
- 안토니오가 유창한 라틴어로써 pact sunt servanda(약속들은 지켜야 합니다.민법의 신의성실원칙을 말함.)라고 항의하자, 장원과 위즈덤하우스에서는 라틴어 실력에 감탄하면서도 교회 일에 나서지 말라고 말하고, 문예출판사에서는 로마시민법을 아는가?라고 감탄한다.